# Uroš Lajovic
Uroš Lajovic (Lubiana, 4 luglio 1944) è un direttore d'orchestra e direttore artistico sloveno, considerato uno dei direttori europei di più grande successo della sua generazione.

## Biografia
Uroš Lajovic, nato in Slovenia, è uno dei professori di direzione d'orchestra di maggior successo in Europa. Ha studiato composizione e direzione d'orchestra nella sua città natale Lubiana. Dopo aver studiato con il professor Bruno Maderna al Mozarteum a Salisburgo, ha continuato alla Hochschule für Musik und darstellende Kunst a Vienna, Austria, con il professor Hans Swarowsky, nella cui classe Lajovic ha ricevuto una laurea con lode. Poi è diventato direttore principale della Slovenian Philharmonic e della Zagreb Symphony Orchestra in Croazia. Ha anche diretto la RTV Slovenia Symphony Orchestra. Nel 1988, ha istituito la Chamber Orchestra Slovenicum, che è stata attiva fino al 2001. Poco dopo, ha ottenuto la fama internazionale dirigendo le principali orchestre di tutto il mondo. Da allora è stato direttore ospite, direttore fisso, direttore artistico e consulente artistico di diverse importanti istituzioni musicali europee. Tra il 2001 e il 2006, è stato direttore musicale della Belgrade Philharmonic Orchestra. Lajovic è stato nominato Professor in Ordinary alla Universität für Musik und darstellende Kunst Wien (Austria), nel 1991. Dal 2009 ha inoltre un posto di insegnante presso la Zagreb Music Academy.

## Chamber Orchestra Slovenicum
Il Chamber Orchestra Slovenicum è stato fondato nel 1989 da Uroš Lajovic, che ne fu anche il direttore d'orchestra e direttore artistico fino alla sua fine, nel 2001. Il suo lavoro principale è stato dedicato ai metodi d'esecuzione della musica nel XVIII secolo; ma inoltre, l'orchestra suonava anche regolarmente lavori commissionati da compositori sloveni. Lo Slovenicum ha sempre cercato di scegliere con cura i suoi musicisti, quindi rappresentava il meglio delle più importanti orchestre di Lubiana come Slovenian Philharmonic, RTV Slovenia Symphony Orchestra e Orchestra of Slovene National Theatre Opera and Ballet. Nella prima stagione il repertorio consisteva di cicli di Mozart e Haydn che l'ha portato a un gran numero di concerti in Slovenia e all'estero. Il suo successo attrasse molti nomi noti della musica e fece nascere tante collaborazioni proficue.

## Bibliografie
- Uroš Lajovic: Beethoven – Die Bedeutung der semantischen Zeichen in seinen Symphonien, Vienna: Hollitzer, 2022. ISBN 978-3-99094-031-0[1]

## Premi
- 1967 – Prešeren Prize per miglior compositore, Lubiana
- 1969 – Prešeren Prize per miglior direttore, Lubiana
- 1971 – »Abgangspreis«, University of Music Vienna
- 1976 – 2nd Prize »Guido Cantelli« La Scala, Milano
- 1981 – Prešeren Prize per aver diretto Mahler' Symphony No.1, Lubiana
- 2006 – Medal »White Angel« da parte della Repubblica Serba
- 2008 – Ljubljana Award per la cultura